# Příkon
Příkon je fyzikální veličina, která vyjadřuje množství energie dodané za jednotku času. Značí se stejně jako výkon písmenem P, jeho základní jednotkou je v soustavě SI watt (značka: W).
Poměr mezi (užitečným) výkonem stroje a jeho příkonem vyjadřuje veličina účinnost.

## Výpočet
{\displaystyle P={\frac {W}{t}}},
kde W je práce, t je čas, za který byla energie spotřebována.
V případě elektrických spotřebičů je okamžitý elektrický příkon možno spočítat jako
{\displaystyle P=UI},
kde U je elektrické napětí a I je elektrický proud.

## Příklady

### Elektrické spotřebiče
- kompaktní zářivka 8–25 W
- žárovka 25–200 W
- reproduktor 1–500 W
- televizor 70–300 W
- vysavač 500–2 000 W
- varná konvice 1 200–2 500 W (1,2–2,5 kW)
- elektrická lokomotiva 2 000 000–6 400 000 W (2–6,4 MW)
- indukční pec 40 000 000 W (40 MW)